# Зоннефельд
Зоннефельд (нім. Sonnefeld) — громада в Німеччині, розташована в землі Баварія. Підпорядковується адміністративному округу Верхня Франконія. Входить до складу району Кобург.
Площа — 34,69 км2. Населення становить 4608 ос. (станом на 31 грудня 2020).